# Hendrick Aupaumut
Hendrick Aupaumut (* 1757 in Stockbridge, Massachusetts; † 1830 bei Kaukauna, Wisconsin) war ein charismatischer Sachem der Stockbridge-Indianer, eines Stammes der Mahican. Von weißen Zeitzeugen wurde er als intelligenter Mann beschrieben, der fließend Englisch sprach und auch korrekt schreiben konnte.
Die Stockbridge bestanden zum großen Teil aus Mahican und anderen indianischen Bewohnern aus dem gesamten Hudson-River-Tal. Zu Beginn des 17. Jahrhunderts erstreckte sich das Wohngebiet der Mahican vom Lake Champlain im Norden bis zu den Catskill Mountains im Süden beiderseits des Hudson River. Die Mahican sind nicht mit den Mohegan zu verwechseln, deren Wohngebiet rund 150 km weiter östlich lag. Die südlichen Nachbarn der Mahican waren die Munsee-Delaware, zu denen sie gute Beziehungen hatten. Um 1700 waren sie jedoch von vormals 4.000 Stammesangehörigen auf nahezu 500 geschrumpft, eine Folge von verheerenden Epidemien, Krieg, Vertreibung und Abwanderung zu anderen Stämmen. Um 1735 erschienen Missionare am Housatonic River im westlichen Massachusetts und errichteten eine Mission in Stockbridge, in der die Überreste der Indianerstämme aus der Region gesammelt werden sollten. Um 1740 errichtete die Herrnhuter Brüdergemeine eine Mission für die Mahican im Bundesstaat New York. Schon bald mussten sie auf Anordnung der Behörden den Staat verlassen und zogen mit den Indianern nach Pennsylvania, Kanada und nach Stockbridge.

## Captain Hendrick Aupaumut
Hendrick Aupaumut wurde 1757 in Stockbridge geboren und von den Herrnhuter Missionaren erzogen. Beim Ausbruch des Amerikanischen Unabhängigkeitskriegs traten er und viele weitere Mahican der Kontinentalarmee bei. Aupaumut diente laut Stammrolle vom 1. August 1775 zunächst als einfacher Soldat in Captain William Goodrichs Indianerkompanie. Colonel Pattersons Regiment, dem die Indianerkompanie angehörte, war zu dieser Zeit bei Boston stationiert und könnte an der Schlacht von Bunker Hill teilgenommen haben.
Aupaumut wurde in der Folgezeit in mehreren Aufzeichnungen erwähnt: Am 27. Februar 1776 erhielt er die Beitrittsprämie in Form eines Mantels oder eine dem Wert entsprechende Summe Geld. Am 5. September 1777 übergab man ihm auf Van Schalk's Island 30 Gewehre für die Indianerkompanie. Um 1778 wurde er zum Leutnant in Captain Ninhams Indianer-Kompanie befördert und im gleichen Jahr wurde Aupaumut nach der Schlacht von White Plains mit der Beförderung zum Captain ausgezeichnet (englisch: battlefield promotion). Danach nahm Captain Aupaumut an der Schlacht von Saratoga teil sowie bei mehreren Einsätzen als Kundschafter für die Kontinentalarmee bis 1782. Im Jahr 1791 überreichte ihm General George Washington ein Schwert als Auszeichnung für seine Dienste.

## Der Diplomat
Nach dem Krieg entschlossen sich die Stockbridge, Massachusetts zu verlassen. Der Krieg hatte sie dezimiert, in ihrem Dorf hatten die Weißen das Regiment übernommen und nötigten die Indianer, ihr Land zu verkaufen. Die entmutigten Überreste der Mahican-Nation, insgesamt 420, nahmen eine Einladung der Oneida an und zogen in ein Gebiet am Oneida Creek in New York. Um 1786 hatten sich die meisten Stockbridge im Bundesstaat New York niedergelassen und nannten ihren Wohnort New Stockbridge. Nach dem Umzug wuchs der Einfluss von Hendrick Aupaumut durch seine Rolle als wichtiger Vermittler zwischen der Staatsregierung und den Indianern.
In den 1790er Jahren gab es im damaligen Nordwestterritorium erbitterte Kriege zwischen den von Briten mit Waffen versorgten Indianern und amerikanischen Siedlern und Milizen. 1791 schickte General Arthur St. Clair Hendrick Aupaumut mit einer Proklamation und einem Friedensangebot zu den gegnerischen Indianern. Auf Ersuchen des US-Kriegsministers Henry Knox reiste er 1792 für elf Monate zu den Delaware, Miami, Shawnee und anderen Stämmen. Im Anschluss an diese Mission schrieb Aupaumut einen detaillierten Bericht über seine Reise sowie die Verhandlungen mit den verschiedenen Stämmen und nannte ihn A Short Narration of My Last Journey to the Western Country (Eine kurze Schilderung meiner letzten Reise in das Land im Westen). 1794 nahm er an der Schlacht von Fallen Timbers unter General Anthony Wayne teil und begleitete die Friedensverhandlungen mit den Sechs Nationen und anderen in Canandaigua. Er war Mitunterzeichner des Vertrags und betätigte sich auch in den folgenden Jahren als Vermittler. 1808 oder 1809 war er zusammen mit dem Tuscarora Nicholas Cusick in Washington, um für dessen Stamm Entschädigung für Ländereien zu bekommen, die sie im 18. Jahrhundert an weiße Siedler in North Carolina abtreten mussten.

## Umzug nach Westen
Im Verlauf seiner Reisen in den Westen kam Aupaumut zu der Überzeugung, dass die Stockbridge weiter nach Westen gehen sollten. Er fürchtete besonders den Einfluss der Oneida, die die Farmarbeit der Stockbridge-Männer verachteten. Außerdem unternahmen sie den Versuch, bei den Stockbridge die Religion des Seneca-Häuptlings Handsome Lake einzuführen. Aupaumut wurde 1808 zum Indianeragent der Munsee und Delaware ernannt, die sich am White River in Indiana niedergelassen hatten. Zu ihnen wollte er seine Stockbridge bringen. Allerdings verzögerte der Krieg von 1812 die Umzugspläne.
Im Jahre 1818 brachen über 75 Stockbridge unter der Führung von John Metoxen nach Indiana auf. Bei ihrer Ankunft am White River hörten sie, dass die Delaware und Miami gezwungen worden waren, ihr Land zu verkaufen. Einige Missionare, die vom Kriegsministerium beauftragt worden waren, kauften jetzt Land von den Menominee und Winnebago in Wisconsin für die Indianer aus New York. Im Jahre 1828 zog eine Gruppe aus New Stockbridge in dieses Gebiet und ließ sich am Fox River nieder. Metoxen und seine wandernden Stockbridge stießen dazu und weitere Gruppen folgten – die letzten Indianer verließen New Stockbridge im Jahr 1829. Hendrick Aupaumut starb 1830, nachdem alle seine Leute in ihrer neuen Heimat angekommen waren. Sein Grab befindet sich auf der Frank Thelen Farm auf dem Stockbridge Indian Cemetery bei Kaukauna in Wisconsin.
Im Jahre 1831 lebten 225 Stockbridge zusammen mit über 100 Delaware am Fox River; ihr Obersachem war John Metoxen. Heute ist der Stamm unter dem Namen Stockbridge-Munsee Band of Mohican Indians of Wisconsin bekannt, das von ihnen bewohnte Reservat heißt Stockbridge-Munsee Community und zählte beim Zensus 2000 2.012 Stammesangehörige.